# Anne Winters

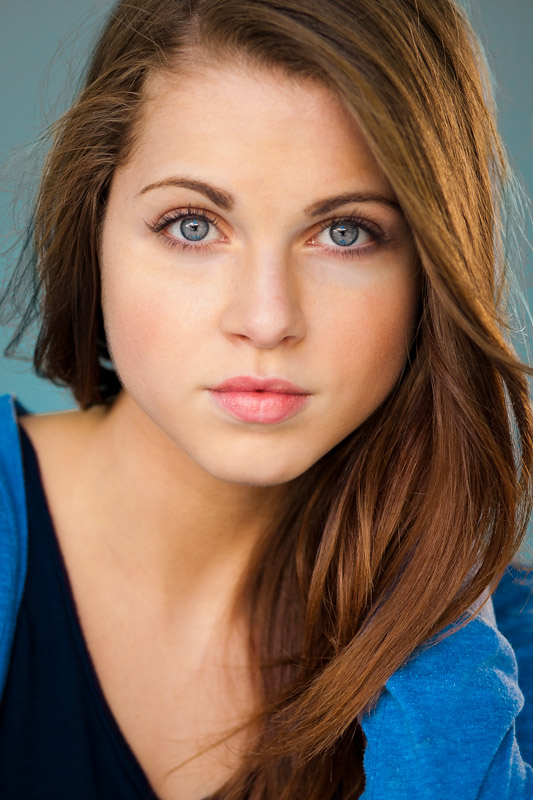
Anne Winters (2012)

Anne Winters (* 3. Juni 1994 in Dallas, Texas als Anne Christine Winters) ist eine US-amerikanische Schauspielerin.

## Leben
Anne Winters ist Absolventin der christlichen Prestonwood Academy in Plano, Texas. Sie wurde an der Southern Methodist University angenommen, hat ihr Studium aber für die Schauspielerkarriere ruhen lassen.
Größere Bekanntheit erlangte sie ab 2013 durch ihre Nebenrolle in The Fosters und 2014 durch ihre Hauptrolle in Sand Castles. Im gleichen Jahr übernahm sie in der FX-Dramaserie Tyrant eine der Hauptrollen.

## Filmografie (Auswahl)
- 2010: Summer Camp (Fernsehfilm)
- 2010: A Christmas Snow
- 2011: Cooper and the Castle Hills Gang
- 2013: Liv und Maddie (Liv and Maddie, Fernsehserie, Episode 1x04)
- 2013–2014: The Fosters (Fernsehserie, 6 Episoden)
- 2014: Sand Castles
- 2014: Fatal Instinct
- 2014–2016: Tyrant (Fernsehserie, 16 Episoden)
- 2015: Pass the Light
- 2015: The Bride He Bought Online
- 2015: Wicked City (Fernsehserie, 8 Episoden)
- 2016: The Tribe
- 2017: #Realityhigh
- 2017: Mom and Dad
- 2017–2019: Zac & Mia (Fernsehserie, 24 Episoden)
- 2018: Night School
- 2018–2020: Tote Mädchen lügen nicht (13 Reasons Why, Fernsehserie, 19 Episoden)
- 2019: Grand Hotel (Fernsehserie, 13 Episoden)
- 2019: Countdown
- 2022: The Orville (Fernsehserie, 9 Episoden)